# Youroumleri
Youroumleri ou Jurumleri (en macédonien Јурумлери) est un village situé à Gazi Baba, une des dix municipalités spéciales qui constituent la ville de Skopje, capitale de la Macédoine du Nord. Le village comptait 2983 habitants en 2002. Il se trouve sur la route qui relie Skopje à son aéroport et à proximité du Vardar.

## Démographie
Lors du recensement de 2002, le village comptait :
- Macédoniens : 2 523
- Roms : 331
- Serbes : 58
- Albanais : 25
- Valaques : 3
- Autres : 43